# توليارا
توليارا (المعروفة أيضاً باسم تولياري (بالفرنسية: Toliary)‏؛ سابقاً توليار (بالفرنسية: Tuléar)‏) هي مدينة في مدغشقر.
وهي عاصمة منطقة أتسيمو-أندرفانا، وتقع على بعد 936 كم جنوب غرب العاصمة الوطنية أنتاناناريفو.
اُعتمد الهجاء الحالي للاسم في السبعينات، وهو يعكس هجاء اللغة الملغاشية. إذ تم تغيير العديد من أسماء الأماكن الجغرافية، وتعيين هجاء الفرنسية خلال الفترة الاستعمارية، ولكن تم تغييرها بعد الاستقلال الملغاشي في عام 1960.
يبلغ عدد سكان المدينة 156.710 نسمة في عام 2013. باعتبارها مدينة الميناء، فهي تعمل كمركز رئيسي للاستيراد / التصدير للسلع مثل السيزال والصابون والقنب والقطن والأرز والفول السوداني.

## المناخ
يظهر الجدول التالي التغييرات المناخية على مدار السنة لتوليارا:
| البيانات المناخية لـتوليارا                                                                     | البيانات المناخية لـتوليارا | البيانات المناخية لـتوليارا | البيانات المناخية لـتوليارا | البيانات المناخية لـتوليارا | البيانات المناخية لـتوليارا | البيانات المناخية لـتوليارا | البيانات المناخية لـتوليارا | البيانات المناخية لـتوليارا | البيانات المناخية لـتوليارا | البيانات المناخية لـتوليارا | البيانات المناخية لـتوليارا | البيانات المناخية لـتوليارا | البيانات المناخية لـتوليارا |
| الشهر                                                                                           | يناير                       | فبراير                      | مارس                        | أبريل                       | مايو                        | يونيو                       | يوليو                       | أغسطس                       | سبتمبر                      | أكتوبر                      | نوفمبر                      | ديسمبر                      | المعدل السنوي               |
| ----------------------------------------------------------------------------------------------- | --------------------------- | --------------------------- | --------------------------- | --------------------------- | --------------------------- | --------------------------- | --------------------------- | --------------------------- | --------------------------- | --------------------------- | --------------------------- | --------------------------- | --------------------------- |
| الدرجة القصوى °م (°ف)                                                                           | 40.2 (104.4)                | 39.0 (102.2)                | 39.7 (103.5)                | 38.5 (101.3)                | 37.4 (99.3)                 | 35.7 (96.3)                 | 34.5 (94.1)                 | 37.5 (99.5)                 | 37.5 (99.5)                 | 39.5 (103.1)                | 37.7 (99.9)                 | 38.7 (101.7)                | 40.2 (104.4)                |
| متوسط درجة الحرارة الكبرى °م (°ف)                                                               | 32.2 (90.0)                 | 32.3 (90.1)                 | 32.0 (89.6)                 | 30.6 (87.1)                 | 28.6 (83.5)                 | 26.9 (80.4)                 | 26.8 (80.2)                 | 27.7 (81.9)                 | 28.5 (83.3)                 | 29.3 (84.7)                 | 30.3 (86.5)                 | 31.3 (88.3)                 | 29.8 (85.6)                 |
| المتوسط اليومي °م (°ف)                                                                          | 27.5 (81.5)                 | 27.5 (81.5)                 | 26.8 (80.2)                 | 25.0 (77.0)                 | 22.7 (72.9)                 | 20.7 (69.3)                 | 20.3 (68.5)                 | 21.0 (69.8)                 | 22.3 (72.1)                 | 23.9 (75.0)                 | 25.3 (77.5)                 | 26.6 (79.9)                 | 24.1 (75.4)                 |
| متوسط درجة الحرارة الصغرى °م (°ف)                                                               | 22.9 (73.2)                 | 22.9 (73.2)                 | 21.9 (71.4)                 | 19.9 (67.8)                 | 16.9 (62.4)                 | 14.8 (58.6)                 | 14.4 (57.9)                 | 14.8 (58.6)                 | 16.2 (61.2)                 | 18.5 (65.3)                 | 20.3 (68.5)                 | 22.1 (71.8)                 | 18.8 (65.8)                 |
| أدنى درجة حرارة °م (°ف)                                                                         | 14.6 (58.3)                 | 15.0 (59.0)                 | 16.8 (62.2)                 | 10.0 (50.0)                 | 10.2 (50.4)                 | 4.2 (39.6)                  | 8.4 (47.1)                  | 10.0 (50.0)                 | 9.0 (48.2)                  | 11.8 (53.2)                 | 14.0 (57.2)                 | 17.0 (62.6)                 | 4.2 (39.6)                  |
| معدل هطول الأمطار مم (إنش)                                                                      | 94.7 (3.73)                 | 88.7 (3.49)                 | 35.9 (1.41)                 | 17.7 (0.70)                 | 15.8 (0.62)                 | 14.9 (0.59)                 | 6.2 (0.24)                  | 5.6 (0.22)                  | 7.8 (0.31)                  | 11.9 (0.47)                 | 21.7 (0.85)                 | 97.0 (3.82)                 | 417.9 (16.45)               |
| متوسط الأيام الممطرة (≥ 1.0 mm)                                                                 | 6                           | 6                           | 3                           | 2                           | 2                           | 2                           | 1                           | 1                           | 1                           | 1                           | 2                           | 5                           | 32                          |
| متوسط الرطوبة النسبية (%)                                                                       | 77                          | 77                          | 75                          | 76                          | 75                          | 74                          | 74                          | 72                          | 74                          | 75                          | 75                          | 77                          | 75                          |
| ساعات سطوع الشمس الشهرية                                                                        | 310.7                       | 271.9                       | 299.9                       | 289.4                       | 296.4                       | 282.5                       | 295.3                       | 315.4                       | 304.4                       | 314.3                       | 316.2                       | 300.6                       | 3٬597                       |
| المصدر #1: NOAA                                                                                 |                             |                             |                             |                             |                             |                             |                             |                             |                             |                             |                             |                             |                             |
| المصدر #2: الأرصاد الجوية الألمانية (humidity, 1951–1980), Meteo Climat (record highs and lows) |                             |                             |                             |                             |                             |                             |                             |                             |                             |                             |                             |                             |                             |

## أعلام
- مونجا روينديفو

## وصلات خارجية
- انظر Tulear on WikiMapia
- http://www.fimfrance.com/_repository/files/2007-01_FS_exploration_petroliere.PDF نسخة محفوظة 29 سبتمبر 2007 على موقع واي باك مشين.